# باردزرونی
باردزرونی (به ارمنی: Բարձրունի) یک روستا در ارمنستان است که در استان وایوتس‌جور واقع شده‌است.  در  کیلومتری شمال یغگنادزور، مرکز استان وایوتس‌جور واقع شده است.

## خصوصیات
باردزرونی  ۴۳۷ نفر جمعیت دارد و در ارتفاع  متر بالاتر از سطح دریا قرار گرفته است.